# Le vie della violenza
Le vie della violenza (The Way of the Gun) è un film del 2000 scritto e diretto da Christopher McQuarrie, già sceneggiatore de I soliti sospetti e qui al suo esordio alla regìa.

## Trama
Parker e Longbaugh sono due criminali che rapiscono la giovane ragazza incinta Robin, allo scopo di fare un bel po' di soldi con il riscatto. Robin è madre in affitto per una facoltosa e ricca coppia, ma i due criminali non hanno tenuto conto che il signor Chidduck è un potente malavitoso, che li bracca fino ad un cruento regolamento di conti.